# 현영길
현영길(玄榮吉, 1965년 4월 7일~)은 대한민국의 아동문학가이자 수필가, 소설가, 시인이며 가수 현길(玄吉)이다.

## 생애
1965년 경기도 광주군 서부면에서 태어났다. 1997년 월간 한비문학 시 부분 제 135회 당선으로 데뷔했으며, 월간 문학세계(계간 시세계) 소설부분 신인문학상, 한국문학정신 문인협회겨울67 수필부분 신인문학상, 사)한국문학협회 현대계간 문학 2020년 겨울 동시부분 신인문학상, 2023년 제 12호 한국기독교 작가협회 시부분 신인문학상을 받았다. 2022년 ~ 대전중구문인협회 운영위원과, 2021년 11월~ 문학사랑신문 자문위원으로 활동중이며, 작품으로 "첫 열매‘’ "첫 사랑"이 있다.

## 학력
- 동양미래대학교 기계과 졸업(전문학사)
- 한국방송통신대학교 문화 교양학과 졸업(학사)
- 한국문학예술진흥원 (명예 문학박사 학위)

## 시집
- ‘’첫 열매‘’한비시선96
- "첫 사랑"한비시선157

- "문학사랑신문상 우수작 3인공조" 현영길외2명
- "이육사 시맥 문학상 수상집" 현영길 외4명
- "한국대표서정시선 현영길외41인 공저

시집 구입
- 교보문고
- 영풍문고
- 알라딘
- 예스24

- 국회도서관(www.nanet.go.kr/): "첫 열매, "첫 사랑 시집
- 국립 중앙 도서관: "첫 열매 시집
- 서울특별시 교육청 남산 도서관: "첫" 열매 시집
- 서울특별시 교육청 남산 도서관: 도서.한국대표서정시선 현영길외41인 공저

## 약력
- 출생: 경기도 광주
- 직업: 작가
- 종교: 개신교 솔내 교회(합동) 안수 집사

- 장르: 아동 문학,시,수필,소설가
- 노래: 트로트
- 필명: 현방(玄房)

## 가족 관계
- 아버지: 현석오
- 어머니: 이은옥
- 형제: 현미용(누님), 현수영(여동생), 현영운(남동생)
- 가족: 방화순(아내), 현요준(아들), 현승주(딸)

## 경력
- 2017. 02. (전)좋은문학창작예술인협회 운영이사
- 2021. 11. (전)문학사랑신문 자문위원
- 2022. 01. (전)문학사랑신문 자문위원
- 2022. 01. (전)대전중구문인협회 운영위원
- 2022. 01. (전)한국문화해외외교류 운영위원
- 2023. 01. (전)대전중구문인협회 운영위원
- 2023. 01. (전)한국문화해외외교류 운영위원
- 2023. 01. (전)문학사랑신문 자문위원
- 2024. 02. (전)위촉장 한국문학사랑신문 부회장
- 2024. 01. (현)대전중구문인협회 운영위원
- 2024. 01. (현)한국문화해외교류 운영위원
- 2024. 01. (현)사)한국가수협회 회원
- 2025. 01. (현)대전투데이신문 논설위원
- 2025. 01. (현)한국문화해외교류협회 경기지회 운영이사
- 2025. 01. (현)대전중구문인협회 운영이사
- 2025. 05. (현)한국문화애외교류위촉장 서울경기지회 사무국장

## 등단
- 2017. 03. 월간 한비문학 시부분 135회 등단
- 2017. 06. 한국문학정신 수필부분 등단
- 2019. 월간 문학세계/계간 시 세계 소설부분 등단
- 2020. 사)한국문학협회 현대계간문학 겨울 동시부분 등단
- 2023. 월간 문학세계 종합문예지(통권 제349호) 동화부분 등단

## 신인문학상
- 2016. 12. 좋은문학창작예술인협회 시 부분 신인문학상 수상
- 2017. 03. 월간 한울문학 시부분 신인문학상 수상
- 2017. 06. 한국문학정신 여름 65호 시부분 신인문학상 수상
- 2017. 07. 문학광장 시부분 신인문학상 수상
- 2018. 11. 월간 문학세계 시부분 신인문학상 수상
- 2019. 01. 월간 한비문학 단편 소설부분 제157회 신인상 수상
- 2022. 01. 여울문학 겨울눈꽃 단편소설 신인문학상 수상
- 2023. 03. 한국기독교작가협회 제12호 시부분 신인문학상 수상

## 소속(所屬)
- 한국문인협회시분과 회원
- 월간 한비문학 정회원
- 한국기독교작가협회 정회원
- 대전중구문인협회 운영위원
- 한국문화해외교류협회 운영이사
- 문학사랑임원운영위원회 수석부회장

## 감사장
- 2014. 03  시립용산노인종합복지관 감사장
- 2021. 07. 한국문화해외교류협회 감사장
- 2023. 03. 대전광역시 중구청장 감사장
- 2024. 04. 우즈베키스탄 사마르칸트 국립 외국어대학교 감사장
- 2025. 06. 한국문화해외교류협회 감사장

## 수상
- 2017. 12. 한국문학정신 문화저널 펜 타임즈 올해의 인물상
- 2018. 12. 월간 한비문학 제10회 시부분 디딤문학 대상
- 2018. 12. 시인과 사색 문학용 제정위원회 올해의 시인 제8회 시부분
- 2019. 11. 제13회 한비작가상 시 부문
- 2020. 09. 한국문학예술진흥원 코로나19 극복 문학상 공모전 최우수상
- 2021. 11. 한국문학예술진흥원 명시인전 문학상 공모전 대상
- 2021.    한국문화해외교류협회 운영공로상
- 2021. 10. 지필문학상 9월호 제10회 수필 부문 대상
- 2022. 11. 서정주문예대상
- 2022. 10. 제1회 스웨덴노벨문학상 후보추천작품상 금상
- 2022. 10. 세계평화국민행복노벨상 시 문학상 금상
- 2023. 02. 문학사랑신문사 시화전 우수작품상
- 2023. 3.12 한국저널리스트대학(뉴스포털1) 한국시민기자협회
- 2023. 03  대전중구청장 수상(한국문화해외교류협회, 대전중구문인협회)
- 2024. 02. 대한민국 하늘꽃 문화예술 대상
- 2024. 01. 지구환경 공로대상(지구환경 2024-1-2호)
- 2024. 02. 문학사랑 신문 문학상 대상(제2024-003호)
- 2024. 03. 국민노래 대상 수상(삼일절 2024-30-2호)
- 2024. 07. 용산 소망나비 문화예술대상(73호 7월호)
- 2024. 11. 문화예술인상(주)대전투데이 (2024-10-2호)
- 2024. 11. 쉴만한물가작가상 우수작가상(제2024-28호)
- 2025. 02. 여울 윤동주문학상(2025-2-1-7호)
- 2025. 05. 국민행복여울문화예술협회 임미소가요제 제 1차예선 대상
- 2025. 06. 대한민국항일 문학시맥회(이육사시맥문학상) 대상

## 공조(共助)
- 2019. 03  예술활동증명확인서 한국예술인복지재단 공조
- 2019. 11 세계문학회 NCM방송문학 6호 공저
- 2020. 04 울산광역매일 신문 필진위원
- 2021. 01 울산광역매일 신문 필진위원
- 2021. 09  충청예술문화 통권114호 한국문화해외교류협회,초대작품 공저
- 2021. 09. 한국문화해외교류협회 본 협회 운영위원 공저
- 2022. 01 울산광역매일 신문 필진위원
- 2023. 04. 대전투데이 신문 전국필진위원
- 2024. 01.대전투데이 신문 전국필진위원
- 2025. 01.대전투데이 신문  전국필진위원
- 2025. 01~2026.1.5 대전투데이 신문 (논설 위원)

## 수록
- 2002.11.24 무학교회(무학&소금생각)통권 38호 겨울호
- 2017. 3월 좋은 문학 창작예술인협회 수록
- 2017. 7.8월 월간 한비문학 신작시 수록
- 2017. 12월 종합문예지 영남문학 겨울 수록
- 2017. 한국 문학정신 가을 66호 시향의 창 수록
- 2017. 한국 문학정신 겨울 67호 시향의 창 수록
- 2017. 4,6,7,8,9,10,12월달 월간종합문예지 한울문학 수록
- 2017. 1,2,7,8월 격월간 문학광장 신작시 수록
- 2018. 9,10,11,12월 월간 한비문학 신작시 수록
- 2018. 2월 한국 국보문학 이달의 신작시 수록
- 2018. 지필문학 신년호 작가 근작시II수록
- 2018. 한국 국보문학 이달의 신작시 2월호 수록
- 2018. 한글문학 (가을.겨울)통권 16호 한글문학 시선 수록
- 2018. 민주문학협회 겨울호 수록
- 2018. 계간 문예춘추 겨울호 수록
- 2018. 11.12월 격월간 서정문학 시작시 수록
- 2018. 6.겨월간 한국대표 서정시선9 수록
- 2019. 6 격월간 서정문학 수록
- 2019. 민주문학 겨울호 수록
- 2019. 월간 종합문예지 문학세계 4월호 시향이 있는 뜨락 수록
- 2019. 격월간 서정문학 1.2(달)수록
- 2019. 3.4 5.6,11,12월 월간 한비문학 신작시 수록
- 2019. 한국예인문학(봄) 신작시2부 수록
- 2019. 한국낭송문학 상반기 창간호 신작시 수록
- 2019. 4 월간문학세계 시향이 있는 뜨락 수록
- 2019. 12.샘터문학시선8008 여덟 번째 컨버젼스 감성 시집 수록
- 2020. 11.12월 월간 한비문학 이달의 시 수록
- 2020. 4.지필문학 통합호 수록
- 2020. 한국창작문학 통권 제20호 가을 수록
- 2020. 1월 월간 종합문예지 문학세계 시향이 있는 드락 수록
- 2020. 1,2,3.4,7,8,9,10월 월간 한비문학 시작시 수록
- 2020. 백제문학 여름의작가 수록
- 2020. 대전중구문학 통권 제17호 여름.가을호 수록
- 2020. 한국문화해외교류협회(해외문화 제23.24호) 수록
- 2020. 계간 한국창작문학 가을호 수록
- 2020. 한국예인문학 제11호 수록
- 2020. 9 월간 문학공간 통권370호 수록
- 2020. 시와수상문학 가을호 통권 제51호 수록
- 2020. 추모공원바람이 머무는 동안에(e-book) 수록
- 2020. 사)한국문인협회 겨울호 수록
- 2020. 8.사)영남문학인대표 작품 선집 수록
- 2020. 사)한국문학협회 현대계간문학 겨울호 수록
- 2021. 6.10 현대계간문학 여름호 수록
- 2021. 현대계간문학 겨울호 신작시 수록
- 2021. 7.대전중구문학 제18호 여름호 수록
- 2021. 한강해외문학 창간호/통권 제1호 수록
- 2021. 1.2,7,8,9,10,11,12월 월간 한비문학 이달의 시 수록
- 2021. 제25,26호 한강해외문학 수록
- 2021. 12월.2022.1월 종합문예지 문학한국 특집ll 현대계간문학 작가회 수록
- 2021. 1.세계문학회(미국국제법인)통권13회 수록
- 2021. 부산문학인아카데이협회 계간 문심 봄 통권 제8호 수록
- 2021. 4 쉴만한 물가(쉴만한 물가작가선교회)창간호 수록
- 2021. 해외문학 제25 . 26호 수록
- 2021. 12월/2022.1월 종합문예지 문학한국 큳비
- 2021. 12.21 시집＜첫열매 중 [표현] ＞한국교육개발원 교사용 지도서,

```
      학생용 워크북에 전문으로 발표
```

- 2022. 1,2,9.10,11,12월 월간 한비문학 이달의 시 수록
- 2022. 12 월간 문학공간 통권 397호  수록
- 2022. 6.10현대계간문학 여름호 수록
- 2022. 2.3월 문학한국 특집ll현대계간문학 작가회 수록
- 2022. 8.9월호 문학한국 수록
- 2022. 종합문예지 봄호 신작시 수록
- 2022. 4.5월 종합문예지 문학한국 특집ll방주문학 수록
- 2022. 10.11월 종합문예지 문학한국 특빕ll현대계간문학 수록
- 2022. 50호 여울문학 한글날 수록
- 2022. 10월 작가 근작시III 겨울호 수록
- 2022. 9월 영어 한글노벨 시집 수록
- 2022. 7월한강해외 문학 통권 제2호 특별기고 수록
- 2023. 2.25 지필문학 통권 제64호 봄호 수록
- 2023. 5.25 지필문학 통권 제65호 여름호 수록
- 2023. 3,4,9,10월 월간 한비문학 이달의 시 수록
- 2023. 2.3월 종합문예지 문학한국 특집ll현대계간문학 수록
- 2023. 대전중원의 문학 (통권 제20호) 여름호 수록
- 2023. 해외문학 제29.30호 수록
- 2023. 월간 문학세계 종합문예지 10월호 시향이 있는 뜨락 수록
- 2023. 한국사이버 문예 2023/가을호 수록
- 2024. 02. 시향이 있는 뜨락 수록
- 2024. 문학한국 1.2월호 수록
- 2024. 1.2,5,6월 월간 한비문학 수록
- 2024. 봄. 여름호 한글문학 통권25호 수록
- 2024. 3월 문학사랑신문 이달의 초대시 수록
- 2024. 6월 쉴문한물가 통권8호 신작시1 수록
- 2024. 5월 제1회 디카시전국백일장대회(성책도록) 수록
- 2024. 한국문학 시선집 호모노마드투스 혁신2호(가을호) 수록
- 2024. 한국사이버 문예(통권 5호) 수록
- 2024. 해외문학 제31.32호 수록
- 2024. 대전중원의 문학 통권 제21호 가을호 수록
- 2024. 12. 한국 사이버 문예 전자책 시 부분 수록

- 2024. 시 사랑 시의 백과사전(자유게시판)수록
- 2024. 한국기독교작가협회(문인작가)수록
- 2024. 한국문인협회(회원작품)수록
- 2024. 월간문학세계(문학공간 사랑방)수록
- 2024. 12 월간 종합문예지 월간문학세계 수록
- 2024. 월간 한비문학(11,12)월 이달의 시 수록
- 2025. 월간 한비문학(1,2)월 이달의 시 수록
- 2025. 월간 한비문학(3,4)월 이달의 시 수록
- 2025. 3. 문학공간 통권 424호 시공간 수록
- 2025. 6. 대한민국항일 문학시맥회 이육사 시맥 수상집 수록
- 2025 .6. 쉴만한 물가 통권 10호 수록
- 2025. 대전중원의 문학 제22호  문예산책 시 수록
- 2025. 해외문학 제33~24호 문예산책 시 수록

### 사)한국문인협회
- 2020. 한국문학인vol53 시(052) 겨울 수록
- 2024. 02 월간문학 이달의 시 신작 수록

## 초대시
- 2017. 11 백제문학 초대시 수록
- 2017. 풍경문학 가을호 초대시 수록
- 2020. 7 백제문학 봄호 창작시 수록
- 2022. 11 백제문학 가을호 본지 초대작 수록
- 2024. 24 백제문학 봄호 본지 초대작 수록

## 문인의 향기
- 2018. 5,6월 월간 한비문학 문인의 향기 수록
- 2019. 1,2,9.10월 월간 한비문학 문인의 향기 수록
- 2020. 5,6월 월간 한비문학 문인의 향기 수록
- 2021. 5,6월 월간 한비문학 문인의 향기 수록
- 2022. 5,6,7월 월간 한비문학 문인의 향기 수록
- 2023. 7.8,11,12월 월간 한비문학 문인의 향기 수록
- 2024. 7.8월 월간 한비문학 문인의 향기 수록
- 2025. 7.8월 월간 한비문학 문인의 향기 수록

## 시화전
- 2019. 5  월간 국보문학 제 80회 시화전
- 2019.   풍경이 있는 시 상반기 시화전
- 2019. 4. 계간 시와 늪 전국문인 시화전
- 2022. 7.사)한국문학협회 도자기에 빛은 시향 제1회 도자기 시화전

## 사화집
- 2018. 시세계 한국을 빛낸 문인들 사화집
- 2020. 서울시인협회 시인은 시를 쓴다. 사화집
- 2021. 서울시인협회 시인은 시를 쓴다. 사화집
- 2021. 월간 문학공간(사)한국시인연대(제31집) 사화집
- 2021. 한강의 서정 한국시인연대 제31집 사화집
- 2022. 한강의 시경 한국시인연대 제32집 사화집
- 2023. 한강의 시인 한국시인연대 제33집 사화집
- 2022. 서울시인대학 첫 만남의 기쁨 제12호 사화집
- 2023. 서울시인대학 첫 만남의 기쁨 제13호 사화집
- 2024. 서울시인대학 첫 만남의 기쁨 제14호 사화집

## 동인지
- 2017. 12 한국대한 대표시선5 참가
- 2017. 7 한울문학 82호 생의 미학과 명시 참가
- 2018. 시인부락 제10집 2000년대 생명파 동인 참가
- 2018. 3 한비문학 동인 제15집 시인과 사색 참가
- 2018. 가을 월간 국보문학 동인문집 제26호 참가
- 2018. 9 한울문학 87호 생의 미학과 명시15 참가
- 2018. 문학세계문인회 동인지 제9호 참가
- 2018. 월간 문학세계 한국을 빛낸 문인(명작선) 참가
- 2019. 12 시인부락 2000년대 생명파 동인 제11집 참가
- 2020. 한국을 빛낸 문인(명작선) 참가
- 2020. 8.담쟁이문학 동인문집 제5호 참가
- 2021. 한국스토리문인협회 시동인 문학공원동인지 제16집 참가
- 2021. 12 시인부락 문예동인지 제13집 참가
- 2024. 담쟁이문학 동인문집 제9호 수록
- 2024. 시인부락 문예동인지 제16집 수록
- 2024. 한울문학시화전 작품(가슴이쓴 시향기)동인지 수록
- 2024. 한울의 향기(전남한울문인협회)동인지 수록

### 낭송
- 한국시낭송 예술대학: 가을바람(시.현영길, 낭송.서상철)
- 한국사이버 문예협회: 창문노크(시.현영길, 낭송.박현숙)
- 한국사이버 문예협회: 가을이 깊어지면(시.현영길, 낭송.박현숙)

### 서재
- 기독문학-시와동시: 작가 방
- 은실편지지 카페: 시인님의글 방
- 한국효문학 카페: 시인님의 방
- 문학의 집 카페:  시인의 방
- 아름다운 마음의 고향 카페: 시인의 향기 방
- 한국민주문학회 카페: 민주문학 서재 방
- 쉴만한물가작가회 카페: 작가님 서재 방
- SM 샘문그룹 카페: 시인서재 방
- 사)한국문인협회 오산지부: 카페회원 서재 방
- 뜰안에 향기: 문학향기 공간 서재 방
- 아시아문예(아송문학)아시아 작가 방
- 시객의 뜰 문학회: 시뜰 등단작가실 방
- 시인 이성지 카페: 시인 서재 방
- 월간 문학세계: 문학세계 선정작가 서재 글방
- 한국예인문학: 회원시 서재 방
- 한글문학: 회원작품 방
- 사)한국문학협회. 현대문학신문: 회원 참여마당 방
- 세계기독문인협회: 시인 추천시 방
- 시인의 문학세계: 시인 서재 방
- 나성문학: 시인 서재 방
- 사)한국문인협회 오산지부 카페지기 서재 방
- 5060 믿음의 만남: 시인의 자작글 방
- 호쿠마공간 시인 서재 방
- 시온산열매 시인 서재 방

### 카페지기
- [샬롬]오직예수:https://cafe.daum.net/hyg39
- [샬롬]오직주만:https://cafe.daum.net/ygyung
- [샬롬]첫 사랑:https://cafe.daum.net/jesus.jesus

게시판지기
- 여오와닛시 카페
- 너에게 편지를 카페
- 바람에 띄운 그리움 카페
- 이 시대를 향한 외침 카페
- 방송인 이방이 의 즐거운 인생 카페
- 시객의 뜰 문학회 카페

## 신문
- 2020.04.21~2020.12.30 오피니언울산광역매일 신문<시가 흐르는 아침>www.kyilbo.com/ 필진위원
- 2021.01.01~2021.12.30 오피니언울산광역매일 신문<시가 흐르는 아침>www.kyilbo.com/필진위원
- 2022.01.01~2022.09.26 오피니언울산광역매일 신문<시가 흐르는 아침>www.kyilbo.com/필진위원

- 2023.04.04~2023.12.30 오피니언  대전투데이 신문 <서울찬가>www.daejeontoday.com 전국필진위원
- 2024.01.01~2024.12.30 오피니언  대전투데이 신문 <서울찬가>www.daejeontoday.com 전국필진위원
- 2025.01.01~ 오피니언  대전투데이 신문<서울찬가>www.daejeontoday.com 전국필진위원

기자(PRESS)
- 2025.01.05~2026.01.05 대전투데이 신문 www.daejeontoday.com/

### 한국문학사랑신문
- 2021.11.14 위촉장 자문위원 임명
- 2023.02. 26 발행 7호(겨울호)시화전 우수작품상 수상
- 2023.09. 10 발행 8호(여름호)시부분 수록
- 2024.02. 25 위촉장 부회장 임명
- 2024.05. 12 문학사랑문학상 우수작 3인공조 수록
- 2024.09. 01 발행 10호 이달의 길외2편 최우수작가 수록

### 문화앤피플 신문
- 2024. 05. 31 문화앤피플 작가의 숲 시부분 수록

- 2024. 09. 22 문화앤피플 작가의 숲 시부분 수록
- 2024. 11. 15 문화앤피플 작가의 숲 시부분 수록

### 지역 신문
- 2008. 11.10 시립용산노인종합복지관 "목욕 봉사 하면서 부모님을 뵙는 듯"(봉사자 수기)
- 2009. 12.28 시립용산노인종합복지관 "저희 부모님을 뵙는 느낌으로"(봉사자 수기)
- 2014. 09.30 시립용산노인종합복지관 "방문 이.미용 서비스(봉사자 수기)
- 2014. 12 시립용산노인종합복지관 어르신 문화 즐김(경기9988.kr): 문화 뉴스(봉사상)
- 2017. 05.19 격월간 문학광장 제64호 시부분 신인문학상
- 2018. 11.28 제13회 세계문학상 시상식 및 월간 문학세계 시부분 신인문학상

## 등재
- 2019. 7.22 국가상훈인물대전 등재(국가상훈편찬위원회/문화예술인물편)
- 2022. 12.30 한국문학인대 사전 등재 (한국작가협회)

## 기타

### 봉사활동vms
- 사회복지 자원봉사인증관리 213회
- 1365 자원봉사포털 2회
- 현재: 총 봉사 횟수/총 봉사 시간(215회/1012시간30분)

감사패
- 2015. 11.20 시립용산노인종합복지관 감사패
- 2024. 06. 문화예술 노래 공연 부문 감사패
- 2024. 12. 청향문학 봉사패

표창장
- 1995.3.8 나산산업(주) 표창장 수여
- 2024.12 국회의원 표창장 수여(제2024-542호)

### 지도사
- 동화 구연 지도사 취득
- 레크리에이션 지도사 취득
- 풍선아트지도사 취득
- 색종이접기지도사 취득
- 독서지도사 취득
- 웹소설작가 취득

### 대상
- 2021. 12. 한국문예술신문사 신인가수 대상
- 2022. 04. 철쭉 꽃 복음성가 가수인증서
- 2023. 12. 무궁화 예술훈장 대상
- 2024. 03. 국민행복 가수인증서

- 2024. 사)한국가수협회 회원(http://www.singerkorea.kr/sub030201.php)

### 작사곡
- 아름다운노래교실 카페 cafe.daum.net/s79

- 2023. 2-2 매화(작사:현영길, 작곡:송택동)
- 2023. 2-7 글을 짓게 만드는 고마운 눈(작사:현영길, 작곡:송택동)
- 2023. 2-5-1 마음속 상자(작사:현영길, 작곡:송택동)
- 2023. 2.9[2] 십자가 눈물(작사:현영길, 작곡:송택동)
- 2023. 3.2 까만 그리움(작사:현영길, 작곡:송택동)
- 2023. 4.7 왜 그러시나요(작사:현영길, 작곡:송택동)
- 2023. 4.17 철쭉의 미소에 화답하며(작사:현영길, 작곡:송택동)
- 2023. 4.27 민들레 홀씨(작사:현영길, 작곡:송택동)
- 2023. 10.14 가을 그리고 그리움(작사:현영길, 작곡:송택동)

- 2025. 06. 아버지 뒷모습(작사: 현영길, 작곡:SUNO AL_, 영상제작 이희준)
- 2025. 06. 기도의 손(작사: 현영길, 작곡:SUNO AL_, 영상제작 이희준)
- 2025. 06. 붉게 물들어도(작시: 현영길, 연주 노래:AI)
- 2025. 07. 아시나요(작사: 현영길, 작곡:SUNO AL_,영상제작 이희준)
- 2025. 07. 잠시 왔다 가는 인생길(작사: 현영길, 작곡:SUNO AL_,영상제작 이희준)
- 2025. 08. 네 꿈을 펼쳐라(작사: 현영길, 작곡:SUNO AL_,영상제작 이희준)
- 2025 .08. 세월아 너만 가거라(작사: 현영길, 작곡:SUNO AL_,영상제작 이희준)

노래 곡
- 그분이 있어 (노래:김보람, 글: 현영길, 작곡:김광현)

- 제빵사 요리사(동요): 노래(현영길), 작사(이경덕), 작곡(송택동)

### 서울 시설 공단
- 1997.03.25 서울 시설 관리 공단 8급 입사
- 2025.07.01 서울 시설 공단 4급 명예 승진

- 서울 어린이 대 공원(문화 체육 본부) 두번(발령)
- 서울 월드컵 경기장(문화 체육 본부) 한번(발령)
- 서울 추모 시설 운영 처 (복지 경제 본부) 두번(발령)
- 서울 상가 운영 처 (복지 경제 본부) 세번(발령)

- 2007. 서울특별시 시설 관리 공단 이사장 표창
- 2009. 서울특별시 시설 관리 공단 제안 최우수 상
- 2011. 서울특별시 시설 관리 공단 이사장 표창장